# Liste des évêques de Sokodé
Pour un article plus général, voir Diocèse de Sokodé.
Cette page présente la liste des évêques du diocèse de Sokodé (Dioecesis Sokodensis).
La préfecture apostolique togolaise de Sokodé est créée le 18 mai 1937, par détachement du vicariat apostolique du Togo.
Elle est érigée en diocèse le 14 septembre 1955.

## Sont préfets apostoliques
- mai 1937 - 8 novembre 1945 : Joseph-Paul Strebler, SMA, qui devient par la suite vicaire apostolique de Lomé.
- 7 juin 1946 - 14 septembre 1955 : Jérôme-Théodore Lingenheim, SMA

## Puis sont évêques
- 14 septembre 1955 - 18 novembre 1964 : Mgr Jérôme-Théodore Lingenheim, SMA, promu évêque.
- 9 août 1965 - 27 avril 1992 : Mgr Chrétien Matawo Bakpessi
- 5 avril 1993 - 3 janvier 2016 : Mgr Ambroise Kotamba Djoliba
- depuis le 3 janvier 2016 : Mgr Célestin-Marie Gaoua

## Sources
- (en) Fiche du diocèse sur le site catholic-hierarchy.org